# Олександра Марія Лара
Олександра Марія Лара (нім. Alexandra Maria Lara; справжнє ім'я — Олександра Плетеряну (рум. Alexandra Plătăreanu); нар. 12 листопада 1978 року) — німецька акторка румунського походження. Відома за ролями у фільмах «Бункер» (2004), «Контроль» (2007), «Молодість без молодості» (2007), «Читець» (2008) та «Гонка» (2013).

## Раннє життя
Народилася в Бухаресті єдиною дитиною в сім'ї Валентина Плетеряну (бухарестський актор) і його дружини Дойни. Коли Ларі було 4 роки (у 1983), її сім'я вирішила переїхати в Західну Німеччину, щоб уникнути режиму Ніколае Чаушеску в комуністичній Румунії. Хоча родина спочатку планувала емігрувати в Канаду, вони оселилися в місті Фрайбург, Баден-Вюртемберг, перш ніж урешті переїхати до Берліна.
Після закінчення в гімназії Берліні в 1997 році Лара продовжувала навчатися акторської майстерності під керівництвом свого батька. Вільно володіє румунською, німецькою, англійською та французькою мовами.

## Кар'єра
З 16 років вона вже грала провідні ролі в різних телевізійних драмах. Відтоді розпочалася її кар'єра, і вона стала шанованою кіноакторкою. Її найвідоміша роль, що призвела до міжнародного визнання, є роль Траудль Юнге, секретарки Адольфа Гітлера. Згодом їй написав листа Френсіс Форд Коппола, у якому запропонував провідну роль у фільмі «Молодість без молодості».

## Вибрана фільмографія

### Кіно
| Рік  | Фільм                 | Оригінальна назва      | Роль            |
| ---- | --------------------- | ---------------------- | --------------- |
| 2004 | «Бункер»              | нім. Der Untergang     | Траудль Юнге    |
| 2006 | «На колесах»          | нім. Wo ist Fred?      | Деніз           |
| 2008 | «Читець»              | англ. The Reader       | Ілана Матер     |
| 2009 | «Справа Фаруелла»     | фр. L'affaire Farewell | Джессіка Фромен |
| 2010 | «Далеко по сусідству» | фр. Quartier lointain  | Анна Веріньяс   |
| 2012 | «Просто уяви!»        | англ. Imagine          | Єва             |
| 2013 | «Гонка»               | англ. Rush             | Марлен Лауда    |
| 2016 | «Геошторм»            | англ. Geostorm         | Уте Фассбендер  |
| 2021 | «Кінгс Мен»           | англ. The King's Man   | Емелі Оксфорд   |
| 2022 | «Профспілковий діяч»  | фр. La syndicaliste    | Жюлі Депре      |

## Особисте життя
На зйомках фільму «Контроль» познайомилась із британським актором Семом Райлі. У 2009 році вони одружилися, у січні 2014 у них народився син Бен.